# Prix Guillaume Apollinaire
Der Prix Guillaume Apollinaire ist einer der ältesten Lyrikpreise, die vergeben werden. Erstmals wurde er 1947 in Frankreich an Hervé Bazin verliehen. Der Name ist eine Hommage an den Dichter Guillaume Apollinaire. Die alljährlich vergebenen Preise sollen ohne Rücksicht auf hergebrachte Dogmen oder Techniken ein eigenständiges und modernes Werk eines in französischer Sprache verfassten Œuvre auszeichnen. Die Preisträger werden durch eine Jury der Académie Goncourt ermittelt. Der Preis gilt als einer der wichtigsten Poesiepreise Frankreichs und wird mit Preisgeldern zwischen 1.500 € und 3.500 € honoriert.

## Prix Apollinaire
Der Prix Guillaume Apollinaire ist nicht mit dem Prix Apollinaire zu verwechseln. Dieser wurde von 2001 bis zum Schuljahr 2007/2008 für herausragende Leistungen im Fach Französisch von der Literarischen Gesellschaft Karlsruhe und der Robert Bosch Stiftung für besondere schulische Leistungen an Abiturienten im Schulfach Französisch vergeben. Der Preis bestand aus einer Urkunde und einer von der Stiftung geförderten zweisprachigen Anthologie Französischer Dichtung in vier Bänden. Derzeit ruht der Preis oder er wurde eingestellt.

## Preisträger
Frühere Preisträger des Prix Guillaume Apollinaire waren u. a. Hervé Bazin (1947 für Jour), Jean Breton (1961 für Chair et soleil), Lionel Ray (1965 für Légendaire), Léopold Sédar Senghor (1974 für sein Gesamtœuvre)
- 2023   Patrick Laupin, La Mort provisoire
- 2022   Denise Desautels, Disparaître
- 2021   André Velter, Séduire l’univers précédé d’À contre-peur
- 2020   Nimrod, Petit éloge de la lumière nature
- 2019   Olivier Barbarant, Un grand instant
- 2018   Cécile Coulon, Les Ronces
- 2017   Serge Pey, Flamenco : les souliers de la Joselito
- 2016   Pierre Dhainaut für das Gesamtwerk
- 2015   Liliane Wouters, Derniers feux sur terre sowie für das Gesamtwerk
- 2014   Askinia Mihaylova, Ciel à perdre
- 2013   Frédéric Jacques Temple, Phares, balises et feux brefs
- 2012   Valérie Rouzeau, Vrouz
- 2011   Jean-Claude Pirotte, Cette âme perdue
- 2010   Jean-Marie Barnaud, Fragments d'un corps incertain
- 2009   Jacques Ancet, L'identité obscure
- 2008   Alain Borer, Icare et I don't
- 2007   Linda Maria Baros, La maison en lames de rasoir
- 2006   Jean-Baptiste Para, La faim des ombres
- 2005   Bernard Chambaz, Eté
- 2004   Jacques Darras, Vous n'avez pas le vertige
- 2003   François Montmaneix, Les Rôles invisibles
- 2002   Claude Adelen, Soleil en mémoire
- 2001   Alain Lance, Temps criblé
- 2000   Alain Jouffroy, C'est aujourd'hui toujours
- 1999   Claude Mourthé, Dit plus bas